# Brian Wellman
Brian Wellman (Bermudas, 8 de septiembre de 1967) es un atleta bermudeño, especializado en la prueba de triple salto en la que llegó a ser subcampeón mundial en 1995.

## Carrera deportiva
En el Mundial de Gotemburgo 1995 ganó la medalla de plata en el triple salto, con un salto de 17.62 metros, quedando tras el británico Jonathan Edwards que con 18.29 metros batió el récord del mundo, y por delante del dominiqués Jérôme Romain (bronce con 17.59 metros).